# 蒂尔珀斯多夫
蒂尔珀斯多夫（德語：Tirpersdorf）是德国萨克森州的市镇，隶属于福格特兰县。总面积为19.56平方千米，截至2023年12月31日总人口为1,359人。